# Bartletts ral
Bartletts ral (Sarothrura watersi) is een vogel uit de familie Sarothruridae (donsstaartrallen). Het is een bedreigde, endemische vogelsoort in oostelijk Madagaskar.

## Naamgeving
Deze vogel werd in 1879 door Edward Bartlett geldig beschreven. De wetenschappelijke soortnaam watersi is een eerbetoon aan Thomas Waters, die de vogel op Madagaskar verzamelde.  De familie van de donsrallen werd heel lang beschouwd als een onderfamilie van de rallen, koeten en waterhoentjes (rallidae), maar vormt nu een aparte familie binnen de orde van de kraanvogelachtigen.

## Kenmerken
De vogel is 14 tot 17 cm lang. Het is een vogel die eruitziet als een kleine soort ral met een slank postuur en een vrij dunne snavel. Het mannetje heeft een egaal roodbruine kop, hals en borst. De mantel en vleugels zijn donkerbruin. Het vrouwtje is overwegend grijsbruin en lichtgrijs op de buik.

## Verspreiding en leefgebied
Deze soort is endemisch in oostelijk Madagaskar in draslanden in bergachtig gebied in valleien, die liggen op 950 tot 1800 m boven zeeniveau. De leefgebieden bestaan uit terreinen met ondiep water, waarin dichte lage vegetatie groeit, bij voorkeur grenzend aan regenwoud, maar ook wel nabij rijstvelden. Overigens is er weinig bekend over het trek- en voorplantingsgedrag van deze vogel.

## Status
Bartletts ral heeft een beperkt verspreidingsgebied en daardoor is de kans op uitsterven aanwezig. De grootte van de populatie werd in 2016 door BirdLife International geschat op 350 tot 1500 individuen en de populatie-aantallen nemen af door habitatverlies. Het leefgebied wordt aangetast door omzetting van moerassen in gebied voor agrarisch gebruik om de in aantal toenemende bevolking te voeden. Om deze redenen staat deze soort als gevoelig op de Rode Lijst van de IUCN.